# On-The-Go
On-The-Go — російський англомовний музичний гурт, заснований 2007 року.

## Історія гурту
Гурт On-The-Go було створено в Тольятті. 2008 року музиканти вперше виступили в місцевому клубі, а пізніше видали дебютний мініальбом Two Weeks Is Not Enough. 2009 року вийшов їхній перший студійний альбом On-The-Go, який був позитивно сприйнятий критиками та слухачами. Музиканти виконували англомовний денс-рок, через що привернули увагу навіть за межами країни.
Надалі стиль гурту змінився, вони почали грати інді-поп. Протягом 2010-х років було видано ще три студійних альбоми: November (2012), Young Hearts (2014) та Origins (2016). On-The-Go брали участь в великих фестивалях, таких як Adidas Originals Party, Strelka Sound, «Пикник Афиши», Kazantip, а також виступали разом з відомими гуртами Hurts та Foster the People.
2020 року вийшов альбом Unsaid, який, на відміну від попередніх платівок, був спрямований на більш дорослу аудиторію, та містив елементи психоделії та артроку. 

## Склад гурту
- Юра Макаричев — вокал
- Євген Меркушев — гітара, клавішні, бек-вокал
- Максим Макаричев — гітара, клавішні, бек-вокал
- Григорій Добринін — ударні
- Олександр Губа — бас-гітара[4]

## Дискографія
- 2009 — On-The-Go
- 2012 — November
- 2012 — Gym Session (відеоальбом)
- 2014 — Young Hearts
- 2015 — GUM Session (наживо)
- 2016 — Origins
- 2020 — Unsaid[5]